# Atlantis Condominium
L'Atlantis Condominium est un bâtiment situé à Miami, dans l'État de Floride aux États-Unis.

## Description
C'est un immeuble d'habitation de 20 étages construit entre 1980 et 1982 et conçu par l'agence Arquitectonica. Il s'agit d'une copropriété (condominium en anglais) située au 2025 Brickell Avenue dans le quartier de Downtown Miami. 
Il est connu pour sa façade en verre, ses couleurs primaires (balcons jaunes, escalier rouge) et, surtout, pour l'ouverture carrée haute de 5 étages située au centre du bâtiment dans laquelle se trouve un palmier, un escalier en colimaçon rouge et un jacuzzi.
Le bâtiment a acquis sa renommée quand il a figuré au générique de la série télévisée phare des années 1980 Deux Flics à Miami.

## Dans la culture populaire
- L'Atlantis figure au générique de la série télévisée Deux Flics à Miami.
- Il figure également comme un immeuble remarquable du jeu SimCity 3000 de Maxis.
- Dans le film Scarface, le personnage de Frank Lopez (joué par Robert Loggia) vit dans cet immeuble.
- Il apparaît aussi dans le feuilleton Marielena, diffusé sur Telemundo et dans lequel jouent, entre autres, Lucía Méndez et Eduardo Yáñez.